# Férfi kenu egyes 1000 méter az 1980. évi nyári olimpiai játékokon
Az 1980. évi nyári olimpiai játékokon a kajak-kenu férfi kenu egyes 1000 méteres versenyszámát július 31. és augusztus 2. között rendezték Krilatszkoje Olimpiai Sport Komplexumban.

## Eredmények
Az időeredmények másodpercben értendők. A rövidítések jelentése a következő:
| - OB: olimpiai legjobb idő - Q: továbbjutás helyezés alapján - R: vigaszágon folytathatta | - DQ: kizárás - DNS: nem indult a futamon |

### Előfutamok
Az előfutamokból az első három helyezett automatikusan a döntőbe jutott, a többiek a vigaszágra kerültek.
| Helyezés | Név                   | Nemzet               | Idő      | Mj       |
| 1. futam | 1. futam              | 1. futam             | 1. futam | 1. futam |
| -------- | --------------------- | -------------------- | -------- | -------- |
| 1.       | Lipat Varabiev        | Románia (ROU)        | 4:06,13  | Q, OB    |
| 2.       | Ljubomir Ljubenov     | Bulgária (BUL)       | 4:06,82  | Q        |
| 3.       | Szergej Posztrehin    | Szovjetunió (URS)    | 4:07,39  | Q        |
| 4.       | Libor Dvořák          | Csehszlovákia (TCH)  | 4:07,85  | R        |
| 5.       | Timo Grönlund         | Finnország (FIN)     | 4:11,11  | R        |
| 6.       | Willie Reichenstein   | Nagy-Britannia (GBR) | 4:28,18  | R        |
|          | Hans Christian Lassen | Dánia (DEN)          | 4:20,56  | DQ       |
| 2. futam |                       |                      |          |          |
| 1.       | Wichmann Tamás        | Magyarország (HUN)   | 4:02,79  | Q, OB    |
| 2.       | Eckhard Leue          | NDK (GDR)            | 4:04,09  | Q        |
| 3.       | Thomas Falk           | Svédország (SWE)     | 4:04,97  | Q        |
| 4.       | Matija Ljubek         | Jugoszlávia (YUG)    | 4:05,21  | R        |
| 5.       | Marek Łbik            | Lengyelország (POL)  | 4:13,34  | R        |
|          | Pierre Langlois       | Franciaország (FRA)  | DNS      |          |

### Vigaszág
A vigaszág futamából az első három helyezett jutott a döntőbe, a többiek kiestek.
| Helyezés | Név                 | Nemzet               | Idő     | Mj |
| -------- | ------------------- | -------------------- | ------- | -- |
| 1.       | Timo Grönlund       | Finnország (FIN)     | 4:19,82 | Q  |
| 2.       | Libor Dvořák        | Csehszlovákia (TCH)  | 4:20,15 | Q  |
| 3.       | Matija Ljubek       | Jugoszlávia (YUG)    | 4:20,51 | Q  |
| 4.       | Marek Łbik          | Lengyelország (POL)  | 4:20,87 |    |
| 5.       | Willie Reichenstein | Nagy-Britannia (GBR) | 4:29,72 |    |

### Döntő
| Helyezés | Név                | Nemzet              | Idő     | Mj |
| -------- | ------------------ | ------------------- | ------- | -- |
| Arany    | Ljubomir Ljubenov  | Bulgária (BUL)      | 4:12,38 |    |
| Ezüst    | Szergej Posztrehin | Szovjetunió (URS)   | 4:13,53 |    |
| Bronz    | Eckhard Leue       | NDK (GDR)           | 4:15,02 |    |
| 4.       | Libor Dvořák       | Csehszlovákia (TCH) | 4:15,25 |    |
| 5.       | Lipat Varabiev     | Románia (ROU)       | 4:16,68 |    |
| 6.       | Timo Grönlund      | Finnország (FIN)    | 4:17,37 |    |
| 7.       | Thomas Falk        | Svédország (SWE)    | 4:20,66 |    |
| 8.       | Matija Ljubek      | Jugoszlávia (YUG)   | 4:22,40 |    |
| 9.       | Wichmann Tamás     | Magyarország (HUN)  | 4:45,30 |    |